# Niemieckie Towarzystwo Górskie Jablonca i okolic

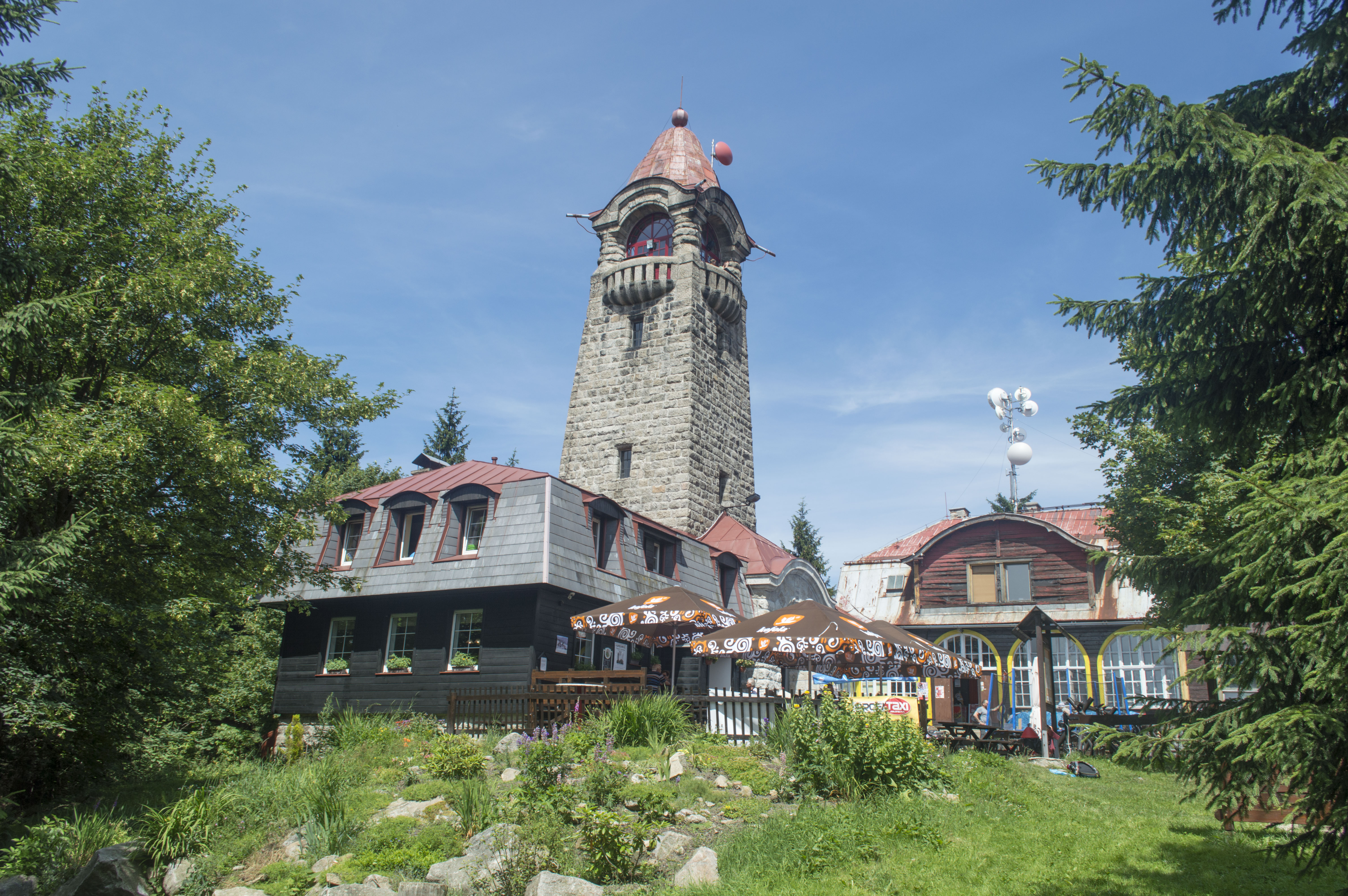
Černá studnice (wieża widokowa i schronisko)

Niemieckie Towarzystwo Górskie Jablonca i okolic (niem. Deutscher Gebirgsverein für Gablonz und Umgebung, w skrócie DG Gablonz) – niemiecka organizacja turystyczna działająca w latach 1903–1945 na terenie Gór Izerskich, w okolicach Jablonca nad Nysą.

## Historia

### Do 1914
Towarzystwo powstało 12 maja 1903 w wyniku konfliktu z zarządem głównym DGV (Deutscher Gebirgsverein für das Jeschken- und Isergebirge, pol. Niemieckie Towarzystwo Górskie Ještědu i Gór Izerskich) związanego z budową wieży widokowej na Černej studnice. Prezesem towarzystwa został dotychczasowy prezes sekcji, Adolf Bengler, a nową organizacją kierował 9-osobowy zarząd. Ważną postacią był Gustav Adolph, autor map i przewodników. Raz do roku zwoływano walne zebranie. Sprawozdania z działań zamieszczono na łamach czasopism turystycznych: Gebirgsfreund i Aus deutschen Bergen. W roku założenia organizacja liczyła 315 członków (w 1909 – 575, a w 1913 – 740). Głównym źródłem utrzymania była składka członkowska w wysokości czterech koron rocznie (o koronę więcej niż w DGV). Zaciągano też pożyczki. Wkrótce przystąpiono do budowy wieży na Černej studnice, a 14 grudnia 1907 otwarto rozbudowane na tym samym szczycie schronisku turystyczne z salą zebrań członków i pokojami gościnnymi (koszt wyniósł 35 000 koron). Prowadzili je dzierżawcy. Na sezon zimowy 1911/1912, we współpracy z DGV (sekcja Smržovka) oddano do użytku tor saneczkowy. Na swoim obszarze towarzystwo znakowało szlaki turystyczne i stawiało drogowskazy, współpracując z okolicznymi sekcjami DGV. W 1914 otwarto schronisko studenckie na Černej studnice oferujące darmowe noclegi ze śniadaniami niemieckim uczniom i studentom płci męskiej.
Oprócz okolic Černej studnice organizacja działała też w rejonie Prosečskiego hřebena. Od 1892 do 1901 stała tu wieża widokowa posadowiona przez DGV. Towarzystwo otworzyło nową wieżę na tym szczycie, którą otwarto 31 maja 1908 kosztem 1800 koron. Wydzierżawiono ją Konradowi Hübnerowi, właścicielowi gospody z Prosča pod Ještědem.
Istotną gałęzią działań organizacji była promocja regionu, m.in. członkowie wzięli udział w wystawie Turystyka, sport, łowiectwo i Rybołówstwo zorganizowanej w Děčínie (za ekspozycję przyznano tam Złoty Krzyż Honorowy). W 1910 powołano sekcję sportów zimowych i stopniowo poprawiano nie najlepsze dotąd stosunki z DGV.

### Od 1914 do 1945
Podczas I wojny światowej liczba członków spadła do około trzystu. W 1920 organizacja była współzałożycielem Związku Niemieckich Towarzystw Górskich i Wędrownych w Republice Czechosłowackiej (niem. Hauptverband deutscher Gebirgs- und Wandervereine in der Tschechoslowakischen Republik), a prezes DG wszedł do zarządu tego stowarzyszenia. 16 grudnia 1922 zawarto porozumienie o utworzeniu wspólnej grupy roboczej z DGV i zacieśniono współpracę pomiędzy zwaśnionymi wcześniej organizacjami. Dobra współpraca trwała do końca obu organizacji.
Adolf Bengler złożył rezygnację z prezesury w 1926 z uwagi na podeszły wiek (został członkiem honorowym i zmarł w 1928). Jego następcą był Roman Weiß (do 1935, kiedy to zrezygnował z uwagi na stan zdrowia – zmarł w 1938). Ostatnim prezesem był Max Stütz (zarządzał do 1945). W 1924 zarząd liczył dziesięć osób. W 1930 powołano sekcję do spraw werbowania nowych członków. Poza tym istniały sekcje i komisje: gospodarcza, schronisk studenckich, kolonii, znakarska i budowy dróg, wycieczkowa, sportów zimowych, rozrywek i fotograficzna. Liczba członków, umniejszona w czasie I wojny światowej, po jej zakończeniu wzrastała, by w przededniu wybuchu II wojny światowej nieco znów spaść: w 1923 było ich 772, w 1935 – 1896, a w 1938 – 1327. Składka w okresie międzywojennym wynosiła dwanaście koron.

### Okres nazistowski
Przed I wojną światową towarzystwo było apolityczne, a po 1918 starało się unikać wchodzenia w otwarte konflikty z władzami czechosłowackimi. Z trudem udało się jedynie nakłonić członków do wymiany drogowskazów na czeskojęzyczne na pierwszym miejscu. Pod koniec lat 30. XX wieku dało się zauważyć skręcenie ku niemieckiemu nazizmowi. W 1937 na walnym zebraniu obecny był delegat Partii Sudeckoniemieckiej, a w 1938 oficjalnie poparto Konrada Henleina. Członkowie w tym czasie witali się pozdrowieniem Heil Hitler. Po aneksji części Czechosłowacji w 1938 początkowo wszystkie organizacje zostały zawieszone, ale już 1 września 1939 towarzystwo mogło ponownie działać. W życie wprowadzono m.in. paragraf aryjski, a wodzem został dotychczasowy prezes, Max Stütz. Z czasem działalność została znacznie ograniczona, z uwagi na pobór do wojska dużej liczby członków. W 1941 nie odbyło się walne zebranie. Jesienią 1944 schronisko na Černej studnice przeznaczono na obóz dla uciekinierów z bombardowanych terenów niemieckich. W 1945 ostatecznie zakończyła się działalność organizacji.